# Herma Albertson Baggley

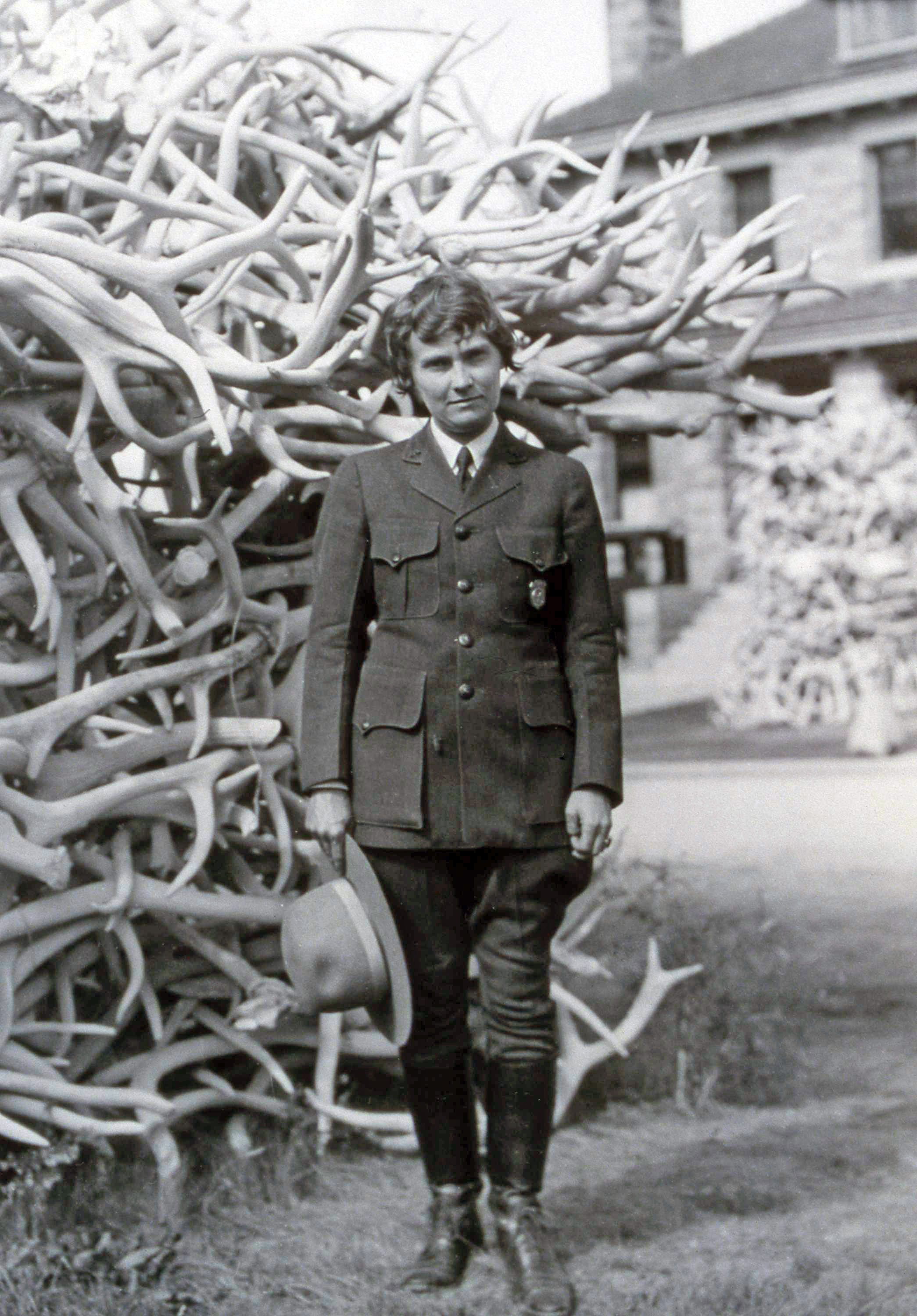
Herma Albertson Baggley vor dem Mammoth Museum im Yellowstone National Park

Herma Albertson Baggley (* 11. Oktober 1896 in Inwood, Iowa, USA; † 18. August 1981) war eine US-amerikanische Naturforscherin, Botanikerin und Lehrerin. Sie arbeitete in den 1930er Jahren als erste Naturforscherin im Yellowstone-Nationalpark in Wyoming.

## Leben und Werk
Baggley arbeitete nach ihrem High-School-Abschluss 1915 als Grundschullehrerin und studierte ab 1921 Botanik mit Nebenfach Philosophie an der University of Idaho, wo sie 1921 einen Bachelor-Abschluss erwarb. Nach ihrem Abschluss arbeitete sie im Sommer beim National Park Service (NPS) im Yellowstone National Park als Naturforscherin und Reiseleiterin. Während ihrer Arbeit im Park half sie bei der Gestaltung des ersten Naturlehrpfads am Old Faithful. Nach ihrer Rückkehr an die University of Idaho und ihrem Master-Abschluss in Botanik im Jahr 1929 nahm sie eine Vollzeitstelle als Dozentin in der Abteilung für Botanik an. 1931 wurde sie als erste Frau die erste Vollzeit-Naturforscherin im Yellowstone National Park.
Sie heiratete 1931 George Baggley, der von 1929 bis 1935 Chief Park Ranger im Yellowstone National Park war. Baggley arbeitete drei Jahre lang als Führerin und Dozentin am Old Faithful. Sie wechselte dann nach Mammoth Hot Springs und arbeitete ab 1933 aufgrund einer Verletzung im Mammoth Museum and Information Office. Die Entdeckung der Gummiboa-Schlange wird ihr zugeschrieben.
Baggley hat während ihrer sieben Jahre als Parknaturforscherin mehr als 22 Artikel für NPS-Veröffentlichungen verfasst oder illustriert. 1936 arbeitete sie mit dem Pflanzenökologen Walter Byron McDougall an dem Leitfaden Plants of Yellowstone National Park. 1952 wurde sie Leiterin der National Park Women’s Organization und arbeitete mit an dem Mission 66-Programm des NPS. Ab 1956 wurde dieser 10-Jahres-Plan umgesetzt, um die Parkinfrastruktur zu modernisieren.
Baggley lebte mit ihrem Mann in Washington D. C. und für zwei Jahre in Jordanien und in der Türkei, wo er für den AID (Agency for International Development) tätig war. Sie verbrachten ihren Lebensabend in Boise.
Die Herma Albertson Baggley Papers werden von den Yellowstone Park Archives aufbewahrt und bestehen aus botanischen Zeichnungen, Korrespondenz, Tagebüchern, Fotografien, Veröffentlichungen, Forschungs- und Feldnotizen, Themenakten und Schriften.

## Ehrung
Die University of Idaho richtete das Herma Albertson Baggley Stipendium für Studenten mit Hauptfach Biowissenschaften ein und die Colorado State University, an der Baggleys Ehemann studierte, bietet das George F. and Herma A. Baggley Graduate Scholarship für Doktoranden an.